# Francisco Rubio (actor)
Francisco Rubio (Ciudad de México, México, 7 de septiembre de 1979) es un actor mexicano, debutó en el mundo de las series de televisión con Mujer casos de la vida real. Su primer trabajo relacionado con las telenovelas fue en clase 406.

## Carrera
Rubio se hizo reconocido en la telenovela juvenil Clase 406, 2002-2003, interpretando a Carlos Muñoz "El Caballo", donde trabajó junto a Anahí, Alfonso Herrera, Christian Chávez, Dulce María, Irán Castillo y Grettell Valdez.
Luego de dos años de ausencia en la pantalla chica, fue convocado por Lucero Suárez para el papel del timorato Vicente Bustamante en Las dos caras de Ana (2006), en la que compartió roles junto con Ana Layevska, Rafael Amaya, Alexa Damián y Mauricio Aspe.
En 2008, Mapat lo llamaría para integrarse al elenco de Juro que te amo, al lado de Ana Brenda Contreras, José Ron, Marcelo Córdoba y Florencia de Saracho, entre otros. 
En 2009, se unió al elenco de Cuidado con el ángel, interpretando a un joven ciego quien le robaría el corazón a Elsa Maldonado (África Zavala). Al año siguiente, la cadena Once TV México, lo convocaría para actuar en Soy tu fan.
En 2012, el productor Ignacio Sada Madero, lo solicitaría para Un refugio para el amor, en la que estaría al lado de Zuria Vega, Gabriel Soto, Laura Flores, Roberto Blandón y Jessica Coch. A finales de 2012, la productora Mapat lo llamaría para integrarse al elenco de La mujer del Vendaval al lado de Ariadne Díaz, José Ron, Javier Jattin, Chantal Andere, Patricio Borghetti y Alfredo Adame.
En 2013, el productor Ignacio Sada Madero, lo llamaría nuevamente para hacer por primera vez el papel de villano en Por siempre mi amor, al lado de Susana Gonzalez, Guy Ecker, Dominika Paleta y Héctor Suárez Gomis.

## Filmografía

### Telenovelas
- Me atrevo a amarte (2025) - Ventarron
- Contigo sí (2021-2022) - Darío Altamirano[1]
- La doña (2020) - Andrés Roldan
- Mi familia perfecta (2018) - Daniel Mendoza
- Simplemente María (2015-2016) - Marco Arenti Serrano
- Por siempre mi amor (2013-2014) - Gonzalo Carbajal
- La mujer del vendaval (2012-2013) - Amadeo Rosado Sánchez
- Un refugio para el amor (2012) - Fabián
- Cuidado con el ángel (2008-2009) - Rafael Cimarro
- Juro que te amo (2008) - Claudio Balcázar
- Las dos caras de Ana (2006-2007) - Vicente Bustamante
- Clase 406 (2002-2003) - Carlos Muñoz, "El Caballo"
- El juego de la vida (2001) - Bobby

### Programas
- Chespirito: sin querer queriendo (2025) - Gilberto Treviño[2]
- Sr. Ávila (2016) - Pierre
- Maldita tentación (2015)
- Capadocia (2012) - Aníbal
- Como dice el dicho (2011)
- Soy tu fan (2010) - Rodrigo
- La rosa de Guadalupe (2008-2012) - (La edad de la Inocencia, Ave María, Segunda oportunidad).
- Mujer, casos de la vida real (2004-2006)
- Picardía Mexicana (1997-2000)

### Cine
- Bardo, falsa crónica de unas cuantas verdades (2022) - Luis
- Animales humanos (2021) - Jorge
- C#P0ZME (2018) - Migue - Cortometraje
- Manual de principiantes para ser presidente (2016) - Empresario
- TouriST (2015)

### Teatro
- Sumergibles (2013)[3]
- El último sábado de junio (2011)
- Limítrofe
- Oír aullar una vez a los lobos

The Network (2022)
- Mamma Mia México (2023)

## Premios y nominaciones

### Premios TVyNovelas
| Año  | Categoría              | Programa/Telenovela  | Resultado |
| ---- | ---------------------- | -------------------- | --------- |
| 2007 | Mejor actor de reparto | Las dos caras de Ana | Nominado  |